# Tordenc de Jardine
El tordenc de Jardine (Turdoides jardineii) és un ocell de la família dels leiotríquids (Leiothrichidae).

## Hàbitat i distribució
Habita zones arbustives espinoses, praderies i boscos de ribera del Gabon, República del Congo, Angola, sud de la República Democràtica del Congo, Ruanda, Burundi, Uganda, Kenya, Tanzània, Zàmbia, Malawi, Botswana, Namíbia, Zimbabwe, sud de Moçambic i nord-est de Sud-àfrica a Transvaal i Natal.